# Waldstätterweg
Als Waldstätterweg wird die Schweizer Wanderroute 98 (eine von 65 regionalen Routen) um den Vierwaldstättersee bezeichnet. Sie beginnt in Brunnen und führt in sieben Etappen durch die Schweizer Kantone Schwyz, Luzern, Obwalden, Nidwalden und Uri der Zentralschweiz gegen den Uhrzeiger und überwiegend in Ufernähe zum Rütli.
Etwas ausserhalb von Seelisberg und kurz vor Erreichen des Ziels kann man die Wanderung auf dem Weg der Schweiz (Route 99 mit drei Etappen) fortsetzen, die Seeumrundung komplettieren und nach Brunnen zurückgelangen. Ohne den Abstieg zum Rütli sind das dann zusammen 147 Kilometer.

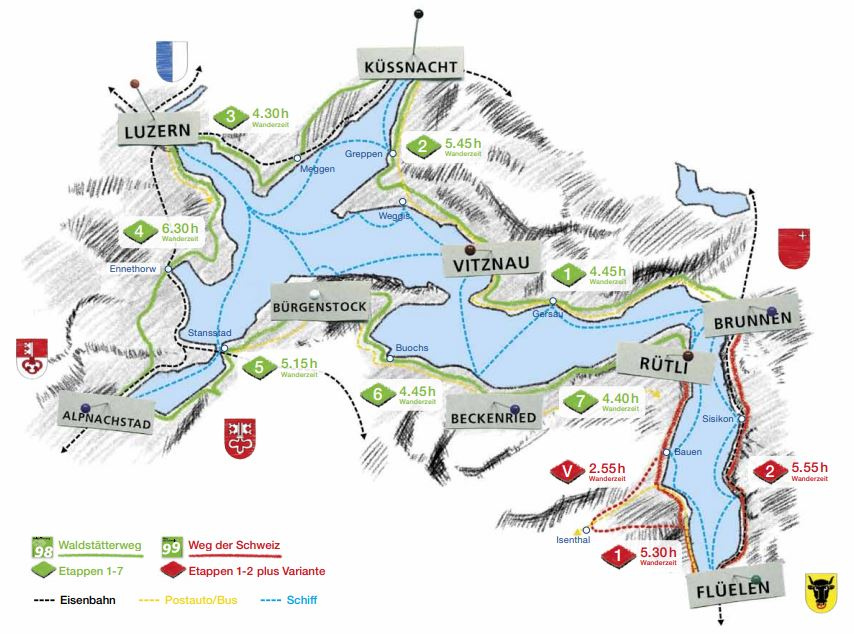
Etappen der Vierwaldstättersee-Umrundung:
Waldstätterweg (grün), Weg der Schweiz (rot)

## Etappen
1. Brunnen – Vitznau: 15 km, 5 Std.
2. Vitznau – Küssnacht: 18 km, 5 ½ Std.
3. Küssnacht – Luzern: 17 km, 4 ½ Std.
4. Luzern – Alpnachstad: 21 km, 6 ½ Std.
5. Alpnachstad – Bürgenstock: 16 km, 5 ½ Std.
6. Bürgenstock – Beckenried: 13 km, 4 Std.
7. Beckenried – Rütli: 13 km, 4 Std.

Anschluss Route 99:
1. Abzweig bei Stöck – Chilendorf: 1,5 km, ½ Std.
2. Seelisberg – Flüelen: 16 km, 4 ½ Std.
3. Flüelen – Brunnen: 15 km, 5 Std.

Die meisten Zwischenstationen liegen am Seeufer und sind alle ans Schifffahrtsnetz angeschlossen; die beiden höher liegenden Ziele Bürgenstock und Seelisberg sind durch Standseilbahnen mit dem Seeufer (Kehrsiten und Treib) verbunden.

## Nachweis
1. ↑  Alle regionalen Routen bei «SchweizMobil».